# Jimmy Seed
James Marshall Seed, conosciuto più semplicemente come Jimmy Seed (Consett, 25 marzo 1895 – Farnborough, 16 luglio 1966) è stato un allenatore di calcio e calciatore inglese, di ruolo attaccante.

## Carriera

### Giocatore

#### Club
Tra il 1914 ed il 1919 giocò nel Sunderland, prima nelle giovanili e poi nei tornei che, durante la prima guerra mondiale, vennero disputati al posto dei campionati ufficiali, sospesi per cause belliche; nella stagione 1919-1920 giocò nei dilettanti gallesi del Mid Rhondda, mentre dal 1920 al 1927 giocò con il Tottenham, club della prima divisione inglese, con cui realizzò 64 reti in 229 partite di campionato e vinse sia la FA Cup 1920-1921 che il FA Charity Shield 1921. Inoltre, nella First Division 1921-1922 conquistò un secondo posto in classifica e, nella medesima stagione, raggiunse la semifinale di FA Cup.
Dal 1927 al 1931 militò invece nello Sheffield Weds, sempre in prima divisione; grazie a 32 reti in 134 partite di campionato fu tra i protagonisti di uno dei periodi di maggior successo del club, che vinse i campionati 1928-1929 e 1929-1930, arrivando poi terzo nel campionato successivo e perdendo il Charity Shield 1930. Seed, inoltre, vinse il FA Charity Shield 1929 giocando nella selezione dei professionisti: nell'occasione, mise anche a segno il primo gol della sfida, poi vinta per 3-1 dalla sua selezione.

#### Nazionale
Tra il 1921 ed il 1925 ha segnato un gol in 5 presenze con la nazionale inglese.

### Allenatore
Iniziò la carriera da allenatore alla guida del Leyton Orient, club della terza divisione inglese, dove allenò dal 1931 al 1933; il 1º maggio 1933 venne ingaggiato dal Charlton, club di seconda divisione in piena zona retrocessione, del quale non riuscì ad evitare la retrocessione in terza serie. Tuttavia, dopo un quinto posto in terza serie nella stagione 1933-1934, tra il 1934 ed il 1936 ottenne due promozioni consecutive, portando il club per la prima volta nella sua storia a disputare la prima divisione inglese: gli anni seguenti furono tra i più positivi della storia del club che, da neopromosso ed alla prima partecipazione ad un campionato di prima divisione, concluse la First Division 1936-1937 al secondo posto in classifica a tre punti di distacco dal Manchester City campione nazionale. Il campionato successivo terminò con un quarto posto in classifica, ma comunque a cinque punti di distacco dalla vetta della classifica, mentre la First Division 1938-1939 terminò con un terzo posto in classifica: si tratta tuttora dei tre migliori piazzamenti di sempre della storia del club nel campionato inglese.
Nel 1939 questa serie di piazzamenti fu tuttavia interrotta dallo scoppio della seconda guerra mondiale e dalla conseguente sospensione dei campionati; il Charlton, sempre sotto la guida di Seed, riuscì comunque a vincere la Football League War Cup nella stagione 1943-1944. Dopo la fine del secondo conflitto mondiale, Seed portò poi il Charlton a disputare la finale della FA Cup 1945-1946, persa per 4-1 dopo i tempi supplementari contro il Derby County: si tratta di una delle due finali di FA Cup mai disputata dagli Addicks nella loro storia: la seconda, arrivò nella FA Cup 1946-1947, e venne vinta per 1-0 contro il Burnley: si tratta dell'unico trofeo maggiore mai vinto dal club nella propria storia.
Dopo la finale, alla regolare ripresa dei campionati, i londinesi riuscirono a mantenersi stabilmente in prima divisione, pur senza mai riuscire a raggiungere i livelli dell'anteguerra: tra il 1946 ed il 1956, ultimo anno di Seed alla guida della squadra, arrivarono solo molti piazzamenti di metà classifica, con anche una retrocessione sfiorata nella First Division 1949-1950, conclusa al terzultimo posto. L'unico piazzamento di rilievo fu il quinto posto in classifica della First Division 1952-1953, a cinque punti di distacco dall'Arsenal vincitore del campionato (si tratta peraltro del quarto miglior piazzamento della storia del club, con i primi tre che erano quelli conquistati sempre sotto la guida di Seed tra il 1936 ed il 1939). Seed decise di dimettersi dall'incarico di allenatore del Charlton il 1º settembre 1956, dopo aver perso tutte e cinque le prime giornate del campionato 1956-1957, al termine del quale peraltro la formazione londinese sarebbe retrocessa in seconda divisione dopo quattordici campionati consecutivi in massima serie, tutti sotto la guida di Seed.
Dopo alcuni mesi di inattività, nel gennaio del 1957 andò a lavorare come dirigente al Bristol City, divenendo per un brevissimo periodo allenatore ad interim della squadra nel 1958; infine, nel gennaio del 1958 accettò quello che sarebbe poi diventato il suo ultimo incarico da allenatore, diventando tecnico del Millwall, club militante nella terza divisione inglese. A fine anno, complice la riforma dei campionati e la nascita della Fourth Division come campionato professionistico di quarta divisione, il Millwall venne inserito in questa nuova categoria, nella quale sotto la guida tecnica di Seed conquistò un nono posto nel campionato 1958-1959. Al termine di questo campionato Seed si dimise dall'incarico di allenatore, restando comunque al Millwall come consulente, incarico che avrebbe ricoperto fino alla morte.

## Palmarès

### Giocatore

#### Competizioni nazionali
- Campionato inglese: 2

Sheffield Wednesday: 1928-1929, 1929-1930
- Coppa d'Inghilterra: 1

Tottenham: 1920-1921
- Community Shield: 2

Tottenham: 1921
Professionisti: 1929

### Allenatore

#### Competizioni nazionali
- Coppa d'Inghilterra: 1

Charlton: 1946-1947
- Third Division South: 1

Charlton: 1934-1935
- Football League War Cup: 1

Charlton: 1943-1944